# CARE-pakke
En CARE-pakke ("Cooperative for American Remittances to Europe" – på dansk: Kooperativ for amerikanske overførsler til Europa) var en hjælpepakke med fødevarer, som efter 2. verdenskrig blev sendt fra USA til Europa.
Da millioner af mennesker stod uden mad, tøj og medicin efter 2. verdenskrig grundlagde 22 velgørende foreninger i USA den 27. november 1945 den private hjælpeorganisation CARE for at kunne koordinere hjælpeaktioner i Europa. Organisationen fik tilladelse fra den amerikanske regering til at sende overskydende "10 i 1 fødevarepakker" til Europa. Disse pakker var blevet fremstillet til brug ved invasionen af Japan, som ikke blev til noget. Amerikanske borgere fik mulighed for at købe disse pakker for 10 $ og sende dem til familie i Europa. Der var garanti for, at pakkerne ville være fremme inden for fire måneder. Forbuddet mod at sende hjælp til Tyskland ophørte i december 1945 og fra 5. juni 1946 kunne man også sende CARE-pakker.

## Fordeling
De første 20.000 pakker ankom til havnen i Le Havre i Frankrig den 11. maj 1946. I løbet af de næste to årtier blev yderligere 100 mio. pakker leveret, først i Europa og senere i Asien og andre ulande.
I starten skulle afsenderne angive en modtager af pakken, men i tidens løb ændrede det sig, så pakkerne blev sendt til bestemte områder i stedet for til bestemte personer. 
Den 6. juni 1946 underskrev General Lucius D. Clay CARE-traktaten, som tillod fordeling af pakker i den amerikanske besættelseszone. Den 21. juni fulgte briterne efter og underskrev traktaten, og i december underskrev den franske general Marie Pierre Koenig også, så pakkerne kunne deles ud i alle tre vestlige besættelseszoner. 
De første CARE-pakker til udlevering i den amerikanske zone ankom til havnen i Bremen i august 1946, mens de første pakker til den franske zone blev fordelt i Freiburg i december 1946. 
Mellem 1946 og 1960 kom der næsten 10 mio. CARE-pakker til Tyskland, Østrig og andre europæiske lande. I marts 1947 begyndte CARE at sende pakker som organisationen selv fastsatte indholdet af. De indeholdt mere kød, fedt og kulhydrater. Næringsværdien i disse pakker udgjorde ca. 40.000 kcal. 
Standard-CARE-pakken indeholdt:
1 Pund (454 g) Oksekød i bouillon
1 Pund Steak & Kidneys (oksekød og nyrer)
½ Pund Lever
½ Pund Hakket oksekød
0,75 Pund Bov
½ Pund Bacon
2 Pund Margarine
1 Pund Svinefedt
2 Pund Sukker
1 Pund Honning
1 Pund Chokolade
1 Pund Abrikos-konserves
½ Pund Æggepulver
2 Pund sødmælkspulver
2 Pund Kaffe
1 Pund Rosiner

## Berlinblokaden
Fra starten på de allieredes besættelse af Berlin og indtil begyndelsen af Berlinblokaden udgjorde CARE-pakker 60 % af den private udenlandske nødhjælp, der blev bragt ind i Berlin. 
I løbet af blokaden blev der sendt 500.000 CARE-pakker til byen med luftbroen.

## PR og anerkendelse
Tusinder af amerikanere var involveret i afsendelsen af CARE-pakker fra starten – heriblandt præsident Harry S. Truman.
I 1962 anerkendte præsident John F. Kennedy den effekt, som CARE-pakkerne havde haft ved at sige: "Enhver CARE-pakke er et personligt bidrag til verdensfreden, som vort land søger. Den udtrykker Amerikas omsorg og venskab i et sprog, som alle folk forstår."
På 50-årsdagen for Berlinblokaden anerkendte delstatsregeringen i Berlin den rolle, som CARE-pakkerne havde spillet i nødhjælpen. Præsident Bill Clinton afleverede en original CARE-pakke i Berlin som led i en årelang række af mindehøjtideligheder i Tyskland.
I 1996 forærede CARE en CARE-pakke fra 1962 til Smithsonian's National Museum of American History. Pakken kan nu findes i museets samling.
CARE-pakkerne blev faset ud i 1960'erne, da arbejdet i CARE i stigende grad blev fokuseret på langsigtede projekter udover katastrofehjælp.

## Eksterne kilder
- Care.org